# (10856) Bechstein
(10856) Bechstein ist ein Asteroid des äußeren Hauptgürtels, der vom deutschen Astronomen Freimut Börngen am 5. März 1995 am Observatorium Tautenburg (IAU-Code 033) im Thüringer Tautenburger Wald entdeckt wurde. Sichtungen des Asteroiden hatte es vorher schon unter der vorläufigen Bezeichnung 1991 SJ4 am Palomar-Observatorium in Kalifornien gegeben.
Der mittlere Durchmesser des Asteroiden wurde mit 17,313 (±0,292) km berechnet. Mit einer Albedo von 0,049 (±0,006) hat (10856) Bechstein eine dunkle Oberfläche.
Der Asteroid befindet sich in einer (5, -2, -2)-Bahnresonanz mit dem Planeten Jupiter. Die Sonnenumlaufbahn von (10856) Bechstein ist mit einer Exzentrizität von 0,2399 stark elliptisch und mit mehr als 25° stark gegenüber der Ekliptik des Sonnensystems geneigt.
Die Bahn von (10856) Bechstein wurde 1999 gesichert, so dass eine Nummerierung vergeben werden konnte. Am 24. Januar 2000 wurde der Asteroid auf Vorschlag von Freimut Börngen nach dem deutschen Klavierbauer Carl Bechstein (1826–1900) benannt.